# Olga Knudsen
Olga Knudsen (29. juni 1865 i Følle, Bregnet Sogn – 26. september 1947 i Vejle) var en dansk kvindesagsforkæmper og politiker. Hun var søster til Ivar Knudsen.
Olga Knuden var datter af købmand Jens Elsbert Knudsen (1826-1901) og Julie Vilhelmine Rønberg (1828-88). Faderen styrede en større købmandsvirksomhed i Følle ved Rønde, og datterens assistance i hjemmet blev nødvendiggjort af moderens død i 1888.
Hendes to brødre fik akademiske uddannelser. Ivar Knudsen blev civilingeniør og er nu kendt som B&W-direktør og manden bag verdens første dieseldrevne skib. Den anden broder, Morten Knudsen, blev stabslæge i hæren, og gennem hans ægteskab med sygeplejersken Thora Knudsen fik Olga Knudsen besked om og interesse for kvindesagen. Hun dannede Vejle Kvindeforening i 1905 som en af de første kvindevalgretsforeninger i provinsen. Og ved de første hjælpekassevalg 1908 stillede hun op og indvalgtes i den kommunale hjælpekasse i Vejle, hvor hun sad indtil 1917.
I 1909 stillede hun op til kommunalvalget (det første, hvor kvinder kunne opstilles), og valgtes for Venstre på en borgerliste til Vejle Byråd. Hun var også medlem af menighedsrådet for Vor Frelsers Sogn 1917-26.
Med Grundloven af 1915 fik kvinder valgret til Rigsdagen, og i 1918 ved det første valg, hvor kvinder kunne stemme, blev hun opstillet og valgt til Landstinget. Hun var en af fem kvinder, der blev valgt til dette ting (to af de andre var Marie Christensen og Inger Gautier Schmit fra Venstre, mens de øvrige var Nina Bang og Marie Hjelmer). Hun sad på tinge frem til 1928, hvor hun af sit parti blev erstattet af en mandlig kandidat.
På tinge lå hendes ordførerskaber særligt inden for de sociale, sundhedsmæssige og kommunale områder.